# جوزف ای واکر
جوزف آلبرت "جو" واکر (به انگلیسی: Joseph Albert "Joe" Walker) فضانورد اهل کشور ایالات متحده آمریکا است که در ۲۰ فوریهٔ ۱۹۲۱ میلادی در واشینگتون، پنسیلوانیا زاده شد. وی در مأموریت نورث امریکن ایکس-۱۵، نورث امریکن ایکس-۱۵ حضور داشته است.